# Shrawan Kumar (genetista)
Shrawan Kumar es un genetista indio-estadounidense que trabaja en los campos de la genética molecular y de poblaciones. Es conocido por sus contribuciones en el descubrimiento de dos genes relacionados con el síndrome branquio-oto-renal (BOR) y la enfermedad renal poliquística autosómica dominante (ADPKD2).

## Biografía
Tras completar su maestría y doctorado. En India, Shrawan Kumar se unió al Centro Médico de la Universidad de Nebraska como becario postdoctoral en Omaha, Nebraska, EE. UU., en 1988. Posteriormente, contribuyó a la investigación genética en el Hospital Nacional de Investigación Boys Town, afiliado al Centro Médico de la Universidad de Creighton, ocupando cargos como profesor asociado y científico de plantilla donde sus iniciativas de investigación estaban relacionadas con la exploración de genes asociados con la pérdida de audición y los trastornos renales. . Posteriormente, se desempeñó como investigador principal en una subvención de investigación financiada por los Institutos Nacionales de Salud, que condujo al descubrimiento de dos genes, a saber. Síndrome branquiotorenal (BOR) y enfermedad renal poliquística autosómica dominante (PQRAD2).  También participó en el descubrimiento de un gen adicional vinculado al síndrome de tipo branquiótico (BO), ubicado en el cromosoma 1q31.  Sus contribuciones están documentadas en OMIM, ( Herencia mendeliana en línea en el hombre ), un catálogo completo de descubrimientos de genes humanos y trastornos genéticos.   
Kumar, cuyos esfuerzos también están asociados con las comunidades nativas americanas, trabaja en el Instituto Munroe Myer del Centro Médico de la Universidad de Nebraska .  donde participa en la orientación de estudiantes en trayectorias profesionales asociadas con las ciencias básicas y la educación sobre el cáncer  También participa en varios talleres y consorcios relacionados con el proyecto del genoma humano, en particular en varios talleres internacionales sobre mapeo del cromosoma 8 humano .   

## Publicaciones
- Kemperman, M.H.; Stinckens, C.; Kumar, S.; Joosten, F.B.M.; Huygen, P.L.M.; Cremers, C.W.R.J. (2002), The Branchio-Oto-Renal Syndrome, Advances in Oto-Rhino-Laryngology 61, Basel: KARGER, pp. 192-200, ISBN 3-8055-7449-5, PMID 12408084, doi:10.1159/000066809, consultado el 18 de noviembre de 2022.
- Koch, Sacha M. P.; Kumar, Shrawan; Cremers, Cor W. R. J. (1 de mayo de 2000). «A Family With Autosomal Dominant Inherited Dysmorphic Small Auricles, Lip Pits, and Congenital Conductive Hearing Impairment». Archives of Otolaryngology–Head & Neck Surgery 126 (5): 639-644. ISSN 0886-4470. PMID 10807332. doi:10.1001/archotol.126.5.639.
- Kumar, Shrawan (17 de octubre de 2003), «Branchio-oto-renal Syndrome», Genetic Hearing Loss (CRC Press), ISBN 978-0-8247-4309-3, doi:10.1201/9780203913062.ch9, consultado el 18 de noviembre de 2022.
- Kumar, Shrawan; Kimberling, William J.; Lanyi, Arpad; Sumegi, Janos; Pinnt, Jeff; Ing, Paul; Tinley, Sue; Marres, Henri A. M. et al. (1 de enero de 1996). «Narrowing the Genetic Interval and Yeast Artificial Chromosome Map in the Branchio–Oto–Renal Region on Chromosome 8q». Genomics 31 (1): 71-79. ISSN 0888-7543. doi:10.1006/geno.1996.0011.
- Kumar, Shrawan; Kimberling, William J.; Kenyon, Judy B.; Smith, Richard J. H.; Marres, Henri A. M.; Cremers, Cor W. R. J. (1992). «Autosomal dominant branchio-oto-renal syndrome—localization of a disease gene to chromosome 8q by linkage in a Dutch family». Human Molecular Genetics 1 (7): 491-495. ISSN 0964-6906. PMID 1307249. doi:10.1093/hmg/1.7.491.
- KUMAR, SHRAWAN; DEFFENBACHER, KAREN; CREMERS, COR W. R. J.; VAN CAMP, GUY; KIMBERLING, WILLIAM J. (1997). «Branchio-Oto-Renal Syndrome: Identification of Novel Mutations, Molecular Characterization, Mutation Distribution, and Prospects for Genetic Testing». Genetic Testing 1 (4): 243-251. ISSN 1090-6576. PMID 10464653. doi:10.1089/gte.1997.1.243.
- Kumar, Shrawan; Kimberling, William J.; Weston, Michael D.; Schaefer, Bradley G.; Berg, Mary Anne; Marres, Henri A. M.; Cremers, Cor W. R. J. (1998). <443::aid-humu4>3.0.co;2-s «Identification of three novel mutations in human EYA1 protein associated with branchio-oto-renal syndrome». Human Mutation 11 (6): 443-449. ISSN 1059-7794. PMID 9603436. doi:10.1002/(sici)1098-1004(1998)11:6<443::aid-humu4>3.0.co;2-s.
- Usami, S.; Abe, Satoko; Shinkawa, Hideichi; Deffenbacher, Karen; Kumar, Shrawan; Kimberling, William J. (1999). «EYA1 nonsense mutation in a Japanese branchio-oto-renal syndrome family». Journal of Human Genetics 44 (4): 261-265. ISSN 1434-5161. PMID 10429368. doi:10.1007/s100380050156.
- Ruf, Rainer G.; Xu, Pin-Xian; Silvius, Derek; Otto, Edgar A.; Beekmann, Frank; Muerb, Ulla T.; Kumar, Shrawan; Neuhaus, Thomas J. et al. (12 de mayo de 2004). «SIX1 mutations cause branchio-oto-renal syndrome by disruption of EYA1–SIX1–DNA complexes». Proceedings of the National Academy of Sciences 101 (21): 8090-8095. Bibcode:2004PNAS..101.8090R. ISSN 0027-8424. PMC 419562. PMID 15141091. doi:10.1073/pnas.0308475101.
- Fick, Godela M.; Johnson, Ann M.; Strain, John D.; Kimberling, William J.; Kumar, Shrawan; Manco-Johnson, Michael L.; Duley, Irene T.; Gabow, Patricia A. (1993). «Characteristics of very early onset autosomal dominant polycystic kidney disease». Pediatric Nephrology 7 (6): 757. ISSN 0931-041X. doi:10.1007/bf01213346.
- Kimberling, W J; Pieke-Dahl, S A; Kumar, S (1 de noviembre de 1991). «The genetics of cystic diseases of the kidney». Seminars in nephrology 11 (6): 596-606. ISSN 1558-4488. PMID 1767134.
- Kumar, S; Kimberling, W J; Gabow, P A; Shugart, Y Y; Pieke-Dahl, S (1 de noviembre de 1990). «Exclusion of autosomal dominant polycystic kidney disease type II (ADPKD2) from 160 cM of chromosome 1.». Journal of Medical Genetics 27 (11): 697-700. ISSN 1468-6244. PMC 1017261. PMID 1980516. doi:10.1136/jmg.27.11.697.
- Kumar, Shrawan; Kimberling, William J.; Gabow, Patricia A.; Kenyon, Judy B. (1 de junio de 1991). «Genetic linkage studies of autosomal dominant polycystic kidney disease: search for the second gene in a large Sicilian family». Human Genetics (en inglés) 87 (2): 129-133. ISSN 1432-1203. doi:10.1007/BF00204167.
- Kimberling, William J.; Kumar, Shrawan; Gabow, Patricia A.; Kenyon, Judith B.; Connolly, Christopher J.; Somlo, Stefan (1993). «Autosomal dominant polycystic kidney disease: Localization of the second gene to chromosome 4q13–q23». Genomics 18 (3): 467-472. ISSN 0888-7543. PMID 8307555. doi:10.1016/s0888-7543(11)80001-7.
- Kumar, Shrawan; Marres, Henri A.M.; Cremers, Cor W.R.J.; Kimberling, William J. (13 de abril de 1998). <395::aid-ajmg6>3.0.co;2-m «Autosomal-dominant branchio-otic (BO) syndrome is not allelic to the branchio-oto-renal (BOR) Gene at 8q13». American Journal of Medical Genetics 76 (5): 395-401. ISSN 0148-7299. PMID 9556298. doi:10.1002/(sici)1096-8628(19980413)76:5<395::aid-ajmg6>3.0.co;2-m.
- Kumar, Shrawan; Kimberling, William J.; Marres, Henri A.M.; Cremers, Cor W.R.J. (19 de marzo de 1999). <207::aid-ajmg12>3.0.co;2-a «Genetic heterogeneity associated with branchio-oto-renal syndrome». American Journal of Medical Genetics 83 (3): 207-208. ISSN 0148-7299. PMID 10096598. doi:10.1002/(sici)1096-8628(19990319)83:3<207::aid-ajmg12>3.0.co;2-a.